# 吉尔维·西于尔兹松
基菲爾·索尔·施古臣（冰島語發音：[ˈcɪlvɪ ˈθouːr̥ ˈsɪːɣʏrðsɔn]，1989年9月8日—），是一名冰島職業足球員，司職進攻中場，曾是冰島國家足球隊成員。2021年因性侵犯兒童被捕後曾一度退出國家隊。現效力冰島球會華路亞。

## 球員生涯

### 球會
雷丁
15歲的吉尔维於2005年加入雷丁青訓系統。
梳士貝利(借用)
2008年10月16日，英乙球會梳士貝利向英冠雷丁借用冰島U21代表吉尔维，借用期為一個月。
克魯(借用)
2009年2月27日，英甲球會克魯向雷丁借用吉尔维，借用期為一個月。
2009年3月24日，克魯延長借用吉尔维至球季結朿。
重返雷丁
2010年5月27日，英冠球會雷丁與仍有兩年合約20歲的吉尔维簽署一份新的三年合約。
霍芬海姆
2010年8月30日，德甲球會霍芬海姆從英冠雷丁收購20歲的吉尔维，轉會費金額沒有正式公佈，但雷丁稱所收的轉會費破球會紀錄，估計約700萬英鎊，合約為期四年。
斯旺西(借用)
2012年1月2日，英超斯旺西從德甲霍芬海姆借用吉尔维至球季結束。吉尔维於借用期間有突出表現，18場聯賽出賽進了7球，當選英超三月最佳球員，並幫助斯旺西保住英超聯賽資格。
5月下旬，霍芬海姆曾同意以850萬歐元讓斯旺西買下吉尔维。但随着領隊布蘭登·羅渣士轉投利物浦，轉會交易就此打住。
熱刺
2012年7月4日，英超球會熱刺撃敗利物浦簽入22歲冰島國家足球隊代表吉尔维，轉會費金額據報為800萬英鎊。他是新任热刺经理安德烈·维拉斯-博阿斯的第一位签约球员。在7月18日，他在对斯蒂文尼奇的友谊赛中替补上场后攻入了俱乐部的首个进球。在9月26日，他在一场对阵卡莱尔联的联赛杯第三轮比赛中攻入了俱乐部的首个正式比赛进球，帮助球队以3-0获胜。
布赖恩·麦克德莫特证实雷丁在2013年1月转会窗口期间曾三次未能成功地试图将吉尔菲带回他的前俱乐部，包括在截止日的俱乐部纪录报价，根据BBC Sport的报道，这一报价大约为1,000万英镑。在2月25日，吉尔菲在对阵西汉姆联的比赛中攻入了他在热刺的首个英超联赛进球，帮助球队以3-2获胜。在接下来的比赛中，以2-1战胜阿森纳的北伦敦德比中，他助攻加雷斯·贝尔取得进球。
在2013–14赛季，吉尔菲在2013年9月14日对阵诺里奇城的比赛中攻入两球，帮助球队以2-0获胜。这场胜利使热刺升至英超联赛积分榜第二位。吉尔菲在2013年9月28日继续保持在热刺队的势头，在主场对阵切尔西的比赛中攻入一球，帮助球队战平1-1。
重返斯旺西
2014年7月，熱刺宣布與斯旺西達成交易，讓吉尔维重新加入他的前球會，斯旺西的左後衛、門將加盟熱刺。
愛華頓
2017年8月16日，英超球會愛華頓以四千五百萬鎊轉會費成功向斯旺西收購西于尔兹松，簽約五年。
2021年2月20日，西于尔兹松在安菲爾德球場以2-0擊敗利物浦的比賽踢進一球，成為埃弗顿自1999年9月以來在客場首次擊敗對手的功臣。

### 国际生涯

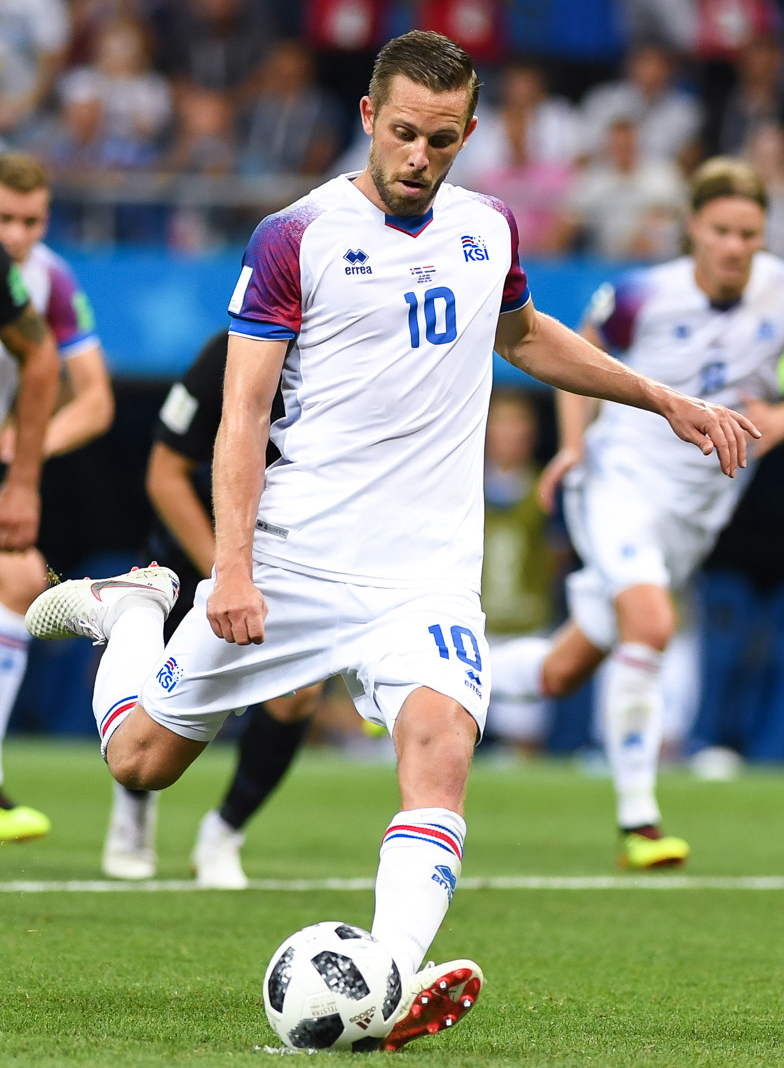
吉尔菲效力冰岛参加2018年国际足联世界杯

吉尔菲参加了2008年U19欧洲锦标赛预选赛，在预选赛中进了两个进球，在精英赛中又进了两个进球，但冰岛输给了小组赛的第一名保加利亚，以三分之差落败，未能进入决赛。2007年11月，吉尔菲在冰岛的U21国家队中首次亮相，对阵德国，在一场3–0的比赛中出场30分钟。 四天后，他在2009年欧洲U21足球锦标赛预选赛中首次亮相，成为加时赛的替补，并参加了其余比赛。在冰岛的最后一场比赛中，他在对阵斯洛伐克的比赛中打入了首球，但斯洛伐克的米洛斯拉夫·斯托赫扳平比分，比赛以1-1结束。 冰岛未能晋级附加赛，但在2011年的比赛中取得了良好的开局。他在10月份对阵圣马力诺的比赛中首次亮相，在6-0的胜利中在16分钟内打入两个进球。
2010年5月，吉尔菲在一场4-0的胜利中首次代表冰岛出场，对阵安道尔，并为第二个进球提供了任意球助攻。 吉尔菲还帮助冰岛U21队闯入了2011年欧洲U21足球锦标赛，在与苏格兰的两回合附加赛中参加比赛，冰岛以4-2的总比分获胜。 在第二回合中，吉尔菲在下半场打入两个进球，确保冰岛以2-1获胜。
2014年10月13日，吉尔菲在一场欧洲足球锦标赛2016预选赛比赛中，以两个进球（其中一个是点球）帮助冰岛击败荷兰。 在随后的9月3日，他在阿姆斯特丹竞技场举行的比赛中，再次罚入点球，为比赛唯一的进球做出贡献，此球是在格里高利·范德维尔犯规比尔基尔·比亚纳松后获得的。
吉尔菲入选了欧洲足球锦标赛2016冰岛队。在6月18日，他在对阵匈牙利的小组赛中打入一球，帮助冰岛以1-1战平，比赛在韦洛德罗姆体育场举行。
2018年5月，吉尔菲入选冰岛的23人名单，参加在俄罗斯举行的2018年国际足联世界杯。 在小组赛对阵克罗地亚的比赛中，他在第76分钟罚入点球，但冰岛以1-2输掉比赛，未能晋级小组赛。
2020年10月8日，吉尔菲在对阵罗马尼亚的比赛中打入两球，帮助冰岛获得2020年欧洲足球锦标赛决赛阶段的入场券。
吉尔菲最后一次代表冰岛出场是在2021年。在2023年4月，英国警方对吉尔菲的调查关闭后，冰岛新任主教练奥格·哈雷德表示：“他可能是冰岛有史以来最优秀的球员。他陷入了困境。我希望他能再次穿上球鞋。每支球队都可以从拥有他这样的能力的球员中受益。”冰岛足协主席表示没有任何阻碍这名球员再次代表国家队的障碍。

## 榮譽

### 個人
- 雷丁賽季最佳球員：2009–10賽季
- 霍芬海姆賽季最佳球員：2010–11賽季
- 斯旺西賽季最佳球員：2015–16、2016–17賽季
- 冰島足球先生：2010、2012、2013、2014、2015、2016、2017、2018、2019年
- 冰島年度最佳運動員：2013、2016年

## 外部連結
- Profile at the Everton F.C. website （页面存档备份，存于） （英文）
- Profile at the Football Association of Iceland website （页面存档备份，存于） （冰岛语）
- Soccerway資料庫：吉尔维·西于尔兹松
- 足球数据库：吉尔维·西于尔兹松的球员统计数据 （英文）
- 施格臣於冰島國家隊數據統計 （冰岛语）